# Ficus pertusa
Ficus pertusa är en mullbärsväxtart som beskrevs av Carl von Linné d.y.. Ficus pertusa ingår i släktet fikonsläktet, och familjen mullbärsväxter. Inga underarter finns listade i Catalogue of Life.